# Kyotango
Kyotango (Japans: 京丹後市, Kyōtango-shi) is een stad in de prefectuur Kyoto, Japan. Begin 2014 telde de stad 56.564 inwoners.

## Geschiedenis
Op 1 april 2004 werd Kyotango benoemd tot stad (shi). De stad ontstond die dag door het samenvoegen van de gemeenten Mineyama, Omiya, Amino, Tango, Yasaka en Kumihama.

## Partnersteden
- Kizugawa, Japan sinds 2008

## Geboren
- Shinsuke Nakamura (24 februari 1980), Japans professioneel worstelaar en voormalig MMA-vechter, sinds 2016 actief in de World Wrestling Entertainment (WWE)

Steden:
Ayabe · Fukuchiyama · Joyo · Kameoka · Kizugawa · Kyotanabe · Kyotango · Kyoto (hoofdstad) · Maizuru  · Miyazu · Muko · Nagaokakyo · Nantan · Uji · Yawata

Districten:
Funai · Kuse · Otokuni · Souraku · Tsuzuki · Yosa
Gemeenten per district